# Валентиновка
Валентиновка (на руски: Валентиновка) е село в Кантемировски район на Воронежка област на Русия.
Влиза в състава на селището от селски тип Фисенковское.

## География

### Улици
- ул. Лесная,
- ул. Нагорная,
- ул. Победы.

## История
Селото е основано в средата на 18 век от украинец с фамилия Рубан и отначало се нарича хутор Рубанов. През 1779 г. тук има 32 къщи. По-късно хуторът минава във владение на помешчика Чертков, който го нарича Валентиновка, по името на член на семейството си.
През 1900 г. в селото има 139 къщи и 871 жители, три обществени сгради, училище, винопродавница и няколко дюкянчета.
През пролетта на 1918 г. във Валентиновка е установена съветска власт.
В годините на пълна колективизация е създаден колхозът „Искра“. В днешно време „Искра“ е дружество с ограничена отговорност.
В селото се намира исторически паметник – На площада има братска могила на войниците от 17-и танков корпус на 3-та танкова армия, загинали в края на декември 1942 г. при освобождението на селото. В могилата се намират останките на 18 загинали (на 14 от тях имената са известни). Отгоре е изградена скулптура на воин в шинел.
През 1995 г. в селото има 128 къщи и 350 жители, селски клуб, училище и няколко магазина.

## Население
| 1900 | 1995 | 2010 |
| ---- | ---- | ---- |
| 871  | 350  | 22   |